# Marimbondo-paulistinha
Polybia paulista é uma espécie de vespa encontrada no Brasil, comum nas regiões de São Paulo a Minas Gerais. Foi descrita em 1896 por Hermann von Ihering.
São vespas tidas como muito agressivas, que causam frequentes acidentes no Brasil. A espécie ganhou notoriedade internacional após pesquisadores encontrarem em seu veneno uma toxina denominada MP1, com alto poder de destruição de células cancerígenas. Tendo em vista que a toxina não afeta as células saudáveis, mas somente as células que prejudicam o organismo, cientistas acreditam que o aprofundamento dos estudos a seu respeito possam revolucionar o tratamento do câncer.
Apesar de sua grande importância, trata-se ainda de uma espécie de insetos pouco estudada. Sabe-se que passam por cinco mudas larvais durante seu desenvolvimento , que, como em outras vespas, se dá no interior de células hexagonais em ninhos feitos de papelão como na figura anexa. 